# Amourettes
Pour les articles homonymes, voir Amourette.
Les amourettes sont, dans la terminologie tripière actuelle, des abats constitués par la moelle épinière des animaux d'élevage, notamment le bœuf, le cochon et le mouton.
En France, le mot désignait autrefois les testicules de l'animal, aujourd'hui appelés « animelles ».
Depuis la crise de la maladie de la vache folle, la vente de cet abat est interdite dans certains pays. En Europe, la moelle épinière des bovins de plus de 12 mois est considérée comme matériel à risque spécifiés (MRS) et est interdite à la commercialisation comme produit d'élevage destiné à la consommation humaine.